# دانرلی
دانرلی (پرتغالی: Danrlei؛ زادهٔ ۱۸ آوریل ۱۹۷۳) بازیکن فوتبال اهل برزیل است.
از باشگاه‌هایی که در آن بازی کرده‌است می‌توان به باشگاه فوتبال فلومیننزه، باشگاه فوتبال اتلتیکو مینیرو، باشگاه فوتبال بیرامار، باشگاه فوتبال گرمیو، و باشگاه فوتبال سان خوزه اشاره کرد.
وی در مسابقات بین‌المللی در مجموع برندهٔ ۱ مدال برنز شده‌است.